# Vandoma
Vandoma ist eine Gemeinde (Freguesia) im portugiesischen Kreis Paredes. In ihr leben 2306 Einwohner (Stand 19. April 2021).